# Съюз на Полското скаутство
Съюзът на Полското скаутство (на полски: Związek Harcerstwa Polskiego; ZHP) e най-голямата полска скаутска организация, създадена на 1 ноември 1918 г. Тя е възпитателно, патриотично, доброволно и автономно сдружение, отворено за всички, без значение от произхода, расата или религиозната принадлежност. От 1920 г. функционира под протекцията на Полския държавен глава и следващите президенти на Република Полша.
Възпитанието в Организацията се основава на моралните норми произтичащи от културните и етични християнски ценности, формира поведение на уважение към всяко човешко същество, признавайки духовната ценностна система за личен въпрос за всеки от членовете на Организацията.
Съюзът на полските скаути е организация с нестопанска цел, от 16 февруари 2004 г. е регистрирана като организация в обществена полза.
Организацията на полските скаути наброява 100 320 членове [31.12.2015].
Член е на Полския съвет на младежките организации. 

## История на полското скаутско движение
Скаутското движение в Полша е инспирирано от английското движение, което е основано от Робърт Бейдън-Пауъл. През 1908 г. той издава книгата „Скаутство за момчета“ (на английски: Scouting for boys). За първи път на територията на полските земи, които се намират под окупация, скаутското движение е промотирано от Полското гимнастическо дружество „Со̀кул“. Скаутското движение започва да се развива през 1910 г. Значително влияние за възникването му имат именно дейците от „Сокул“, както и Независимата младежка организация „Зажѐве“.
Формално Организацията на полските скаути възниква на среща в Люблин през ноември 1918 г. През 20-те години на XX век Организацията на полските скаути е съосновател на Световната организация на скаутското движение и Световното сдружение на момичетата водачи и момичетата скаути.

## Мисия и цел на скаутското движение
Мисията на организацията е възпитание на младежите както и подкрепа на развитието и оформянето на характера чрез поставяне на предизвикателства. Основните ценности, на които се основава възпитанието, се съдържат в скаутския закон. Макар че основата на възпитането в скаутската организация са моралните норми, произлизащи от християнските ценности, Организацията дава право на личен избор за собствена ценностна система.
Целите на скаутското движение са:
- създаване на условия за всестранно развитие на човека,
- оформяне на отговорна човешка личност,
- разпространение на ценности в обществото като: свобода, истина, справедливост, демокрация, самоуправление, равноправие, толерантност и приятелство
- възможност за създаване на междучовешки отношения;
- пропагандиране на информация относно природата, екологията както и формиране на потребност от контакт с природата.

## Структура на скаутската организация
Висшият ръководен орган на Организацията на полските скаути е Конгресът на организацията. В периода между конгресите ръководни органи са Председател на организацията, Управителен съвет, Ръководител на организацията, Централа (еквивалент на борда), Централна ревизионна комисия (контролен орган) както и Върховен скаутски съд.
Организационната единица от най-високо ниво в ZHP се нарича „хоругва“ (на полски: chorągiew). Съществуват 17 хоругви: Бялостоцка, Долношльонска, Гданска, Келецка, Краковска, Куявско-Поморска, Любелска, Лодзка, Мазовецка, Ополска, Подкарпацка, Столична, Шльонска, Варминско-Мазурска, Великополска, Любуска земя. Хоругвата се дели на „отреди“ (на полски: hufce), организирани най-често на ниво окръг (повят).
Отредите обединяват основните организационни единици: „громада“ (на полски: gromada), която се дели на „юнашки шесторки“ (на полски: szóstki zuchowe) и „дружина“ (на полски: drużyna), която се дели на „отряди“ (на полски: zastępy) или „патрули“ (на полски: patrole). Тези най-малки единици могат да се обединяват в „племена“ (на полски: szczepy) или „съюзени дружини“ (на полски: związki drużyn).
В Организацията на полските скаути действат също така повсеместни, регионални както и екологични програмно-методични движения, които съсредоточават инструктори, редовни членове, които не са инструктори и изпълняващи инструкторски функции, както и организационни единици. Програмно-методичните движения работят в посока усъвършенстване на програмата и методиката, обмяна на опит и разпространение на инициативи, реализиране на конкретни действия, обществени инициативи.

## Членове
- Юнаци (на полски: Zuchy), на възраст от 6 до 9 години.[3]
- Харцери (на полски: Harcerze)[4]
- Старши харцери (на полски: Harcerze starsi)[5]
- Скитници (на полски: Wędrownicy), на възраст от 16 до 21 години.[6]
- Възрастни в харцерството (на полски: Dorośli w harcerstwie)[7]
  - Инструктори (на полски: Instruktorzy), на възраст над 16 години.
  - Старейшини (на полски: Starszyzna), на възраст над 25 години и не изпълняващи инструкторски функция.
  - Сеньори (на полски: Seniorzy), инструктори или старейшини на възраст над 55 години.
- „Неутъпкан път“ (на полски: Nieprzetarty Szlak), дейност на съюза за привичане на хора в неравностойно положение.[8]

|  | Тази страница частично или изцяло представлява превод на страницата Związek Harcerstwa Polskiego в Уикипедия на полски. Оригиналният текст, както и този превод, са защитени от Лиценза „Криейтив Комънс – Признание – Споделяне на споделеното“, а за съдържание, създадено преди юни 2009 година – от Лиценза за свободна документация на ГНУ. Прегледайте историята на редакциите на оригиналната страница, както и на преводната страница, за да видите списъка на съавторите. ВАЖНО: Този шаблон се отнася единствено до авторските права върху съдържанието на статията. Добавянето му не отменя изискването да се посочват конкретни източници на твърденията, които да бъдат благонадеждни. |